# 龍K事件
龍K事件是台灣喜劇圈於2021年發生的一宗糾紛。事緣薩泰爾娛樂於5月1日晚間8時舉辦的「炎上徐乃麟」中，旗下藝人老K脫稿演出，對龍龍和賀瓏交往事件做出指控，而令龍龍感到被羞辱。而後數月雙方展開駡戰，最後以薩泰爾娛樂老闆曾博恩道歉並解雇老K結束事件。

## 起因

### 脫稿演出
薩泰爾娛樂於5月1日晚間8時舉辦「炎上徐乃麟」，老K在節目中爆料龍龍和前男友賀瓏的往日情，指控龍龍是「爛人」，前男友是個孬種等言辭。据龍龍指，在事前已向薩泰爾表明不希望有此橋段出現，薩泰爾亦承諾移除該爭議性段落，但脫口秀演員老K在當晚演出時脫稿演出。對此，龍龍曾在當時於後台向博恩反應，對方道歉並表示「一定會剪掉老K的脫稿演出」，老K當下仍未道歉。

### 事件延燒
5月31日，老K事後被東區德等喜劇演員邀請參加〈老男孩直播〉節目，仍持續對龍龍和賀瓏的關係調侃：「我想知道賀瓏到底有什麼厲害的地方...我們一直誤會那個人（龍龍）了，其實被X過，我也會變這樣。」直播中亦表示徐乃麟、熊熊可以被開玩笑，而笑話程度「連在中國都能播」，而批評她開不起玩笑。而東區德也表示，「被賀瓏干過，所以整個個性扭曲了」。這場直播牽扯到對龍龍的人身攻擊，引發了社會上的廣泛討論。

## 各方反應

### 龍龍
9月30日，龍龍接受蘋果新聞網專訪，龍龍表達了她對薩泰爾娛樂及管理者博恩的不滿。她質疑為何公司知道直播可能包含造謠的部分，而且言辭惡劣、玩笑粗魯，但仍不管理其員工的言論，又以「無法管理」爲由推搪。她批評這種言論的行為可能能夠被視為網路霸凌。她指出，對方公司在事件之初就一直在「耍太極」，表示事件沒那麽嚴重等等。龍龍經紀人康姐補充，薩泰爾對於後續的處理態度相當強硬且沒誠意，發道歉聲明前要求龍龍方代理公司蓋公司章，甚至寄送存證信函威脅。而法律行動方面，雖然合約上指明不可脫稿演出，但可能因爲無法證明有實際損失而求償困難。

### 老K
10月2日，老K在facebook發影片針對近期的爭議事件進行解釋，強調台灣有很大的言論自由，希望向想知道真相的人解釋事情的經過，据他指出，當晚的段子内容為：「講到龍龍，你們有發現台上少了誰？為什麼薩泰爾派我出來，而不是其他人？沒錯，因為有個人、有個孬種，不敢出現，在那邊躲，喬瑟夫就是在說你，大家別以為不可能，龍龍都可以為消費客家人交客家男友，他寫原住民段子有什麼嗎？」，認為並無牽扯前男友，更無提到賀瓏。脫稿演出為自己的藝術創作之一，龍龍甚至薩泰爾都無法干預。至於在東區德頻道節目〈老男孩直播〉中不當言論一事，老K認爲自己也是網路霸凌受害者，表示龍龍方言論有很多「不是我講的，很多人對號入座、移花接木」，認為龍龍方極有可能是故意用這件事去操弄聲量，發新聞報導、擺拍、假哭「說自己是受害者很可憐」。願意對薩泰爾以及任何人道歉，唯獨對龍龍絕不道歉，並稱龍龍為喜劇圈的毒瘤。

### 薩泰爾娛樂
10月2日，薩泰爾娛樂官方YouTube頻道上傳了一段長達17分鐘的說明影片，回應龍龍方的指控並還原雙方公司交涉經過。其表示，薩泰爾娛樂表演后與龍龍達成初步共識，薩泰爾方根據合約條款對老K脫稿行為進行懲處，脫稿影片也會全數刪除。數月後，老K上了非隸屬於薩泰爾娛樂旗下的脫口秀演員東區德的直播，更在直播上說了一些不堪入耳的言論，因此龍龍再找上他討論，希望老K或薩泰爾娛樂可以對此事給予公開道歉，而博恩也答應龍龍會處理。
曾博恩坦言霸凌事件持續了一段時間，此事應做一個了結。原有意以座談會方式，與龍龍有過爭執的人，以平等發言的方式表述各自立場，而龍龍也表達有意願參與座談會。但在座談會舉行前，對方經紀公司突然介入並阻止，另提議另尋管道解決。最後，雙方公司達成結論，薩泰爾方發出道歉聲明，但需雙方公司蓋章。而博恩指雙方用印的原意，是想證明雙方同意刪除老K脫稿演出的處理方式，讓糾紛告一段落。但薩泰爾執行長Hawkins也出面對此給予說法，表示原本雙方確定「道歉聲明上雙方用印」，隔天龍龍方突然換人對接，反悔原本商榷的的用印事宜。除要求薩泰爾方先傳送道歉聲明電子檔讓他們過目外，也拒絕見面洽談。對此，薩泰爾方則強調，希望可以見面詳談、邀請第三方律師或法律顧問見證，以取得共識。
針對「存證信函」一事，Hawkins表示並不是想要鬧上法院，而是想對對方表現有積極處理此事的誠意，但信函在9月22日至24日二度投遞都失敗。對此，博恩無奈指己方多次嘗試展示積極態度，卻被龍龍方認為是在「打太極」，而他也強調曾「不下十次」向龍龍道歉，對於老K的脫稿演出也已給予嚴厲懲處，未來的「炎上」活動也會再加強教育訓練，並提高違約的罰則，希望未來不會再有類似情況的發生。
對於老K在東區德直播上的不當言論，強調絕對不讚同老K的說法，但認爲旗下藝人下班後出現在他人的直播上出口不遜為個人行爲，不認同公司應該負責處理。不過，博恩也認為老K的個人行為確實嚴重影響薩泰爾的形象，因此在影片中宣佈即日起老K無限期留職停薪，並呼籲老K向龍龍道歉。

## 後續發展
龍龍經紀人康衣庭表示，收到博恩的道歉， 亦為老K不道歉表遺憾，針對老K在其他直播講攻擊女性的言論，不排除會透過律師建議，尋求其他管道處理。另外，她表示理解薩泰爾方要求雙方用印的原意，但用公司印章是相當嚴謹的事情，因此才會提出先看過聲明稿電子檔的要求，但沒想到薩泰爾娛樂不願意，還表示「不約時間見面詳談就會寄存證信函」，也認為事情發展至此，她深感遺憾。

## 後續事件
呱吉在自己的直播提到，去年《火烤呱吉》吐槽大會，龍龍原是其中的一員，卻因某天於群組發言時無人回應憤而退群，之後也沒再出演。讓他認為不知如何跟她相處。10月1日，龍龍po文針對呱吉前一天的直播批不知道的事情不要隨便拿出來說嘴，強調退出原因是因為檔期延期。發文後16分鐘呱吉在這篇po文底下留言道歉。
10月3日，龍龍在Instagram公開一名髮型設計師批評他的私訊對話，內容包含對方的個人資訊，隨後引發大量網友至該名設計師與其公司的帳號留言批評。雖然最後設計師道歉並關閉帳號，龍龍卻因此再次捲入公審、霸凌爭議。
10月6日，龍龍發佈影片聲明，淚訴老K「道歉有這麼難嗎？」，師姐雞排妹力挺。然而10月7日，雞排妹於個人粉絲專頁與龍龍經紀人康姐共同開直播，公布之間所有資料，在直播中表示，龍龍的新聞專訪是她本人要求的，而非康姐擅自安排。事後龍龍還不斷開戰，使得公司承受各方罵名，就連昨天的聲明也一樣試圖開戰，使得短短10分鐘的影片，錄了長達2個小時，甚至裡面所有哭泣橋段全是裝的，讓原先要陪同聲明的康姐撤出。而到最後是以「記錯了」草草了事，這讓公司認為龍龍不僅毫無誠意解決甚至利用全公司的人使他們成為說謊共犯，也因此宣布與龍龍解約，並且合理懷疑整個計劃就從她找康姐簽約就開始了。直播最後，雞排妹表示，東區德的贊助商就是凱莉。凱莉聽聞後大爆哭，甚至在雞排妹直播完緊急與Ken、黃豪平開直播聲明表示，她給所有的脫口秀演員無償使用錄音室。而且在雞排妹開直播之前，根本沒有發表過任何意見，讓她怒批到底跟自己有什麼關係？16分鐘後呱吉也加入了直播，他表示下午5:00雞排妹就打給他說要開聲明直播，再來就是爆料龍龍同樣以對待髮型設計師方式來對待自己團隊成員東燁。但呱吉也語重心長表示，與其讓她被雞排妹丟在一邊，進行社會性死亡，不如聲援她、接納她，還說「就算她是bitch也是我們的bitch」。下午11時45分龍龍在個人粉絲專頁發文表示自己雖然被撇清關係，但是她並沒有要輕生。
10月8日，年代電視主播張雅琴在《1800年代晚報》中懷疑整件事情全部都是在演戲，但是知情人士黃豪平則表示他也希望是在演戲，但事實卻不是，暗指整件事情確實是真實發生的糾紛。
10月12日，龍龍在粉專正式為整件事情道歉，雞排妹看到這則道歉啟事認為龍龍所呈現的態度就跟10月6日那時一樣，甚至暗酸她「不知道請了多少寫手」。
12月1日，老K在個人YouTube頻道宣布正式離開薩泰爾。
2024年1月3日，曾博恩與龍龍共同錄製影片，並於2月8日發於曾博恩的個人頻道。曾博恩針對當時的事件當面向龍龍公開道歉。在一段影片中，博恩表達了對於過去行為所造成傷害的深切歉意，龍龍則在影片中坦言「心中有一塊死掉了」，顯示出這段經歷對他情感上的重大影響。

## 外部連結
- 薩泰爾娛樂之聲明：YouTube上的回應老K龍龍爭議
- 老K的回應：YouTube上的想說卻還沒說的
- 龍龍的聲明
- 雞排妹的聲明 （页面存档备份，存于）
- 於雞排妹之粉絲專頁上的（星雨國際對龍龍）合約終止通知
- 薩泰爾娛樂秀出的通聯記錄 （页面存档备份，存于）